# شبكة صنفية
الشبكة الصنفية (بالإنجليزية: Classful network)‏ هو مصطلح يستخدم لوصف بنية الشبكة من الانترنت حتى قرابة العام 1993. قسم فضاء عنوان (الإصدار الرابع من بروتوكول الإنترنت) إلى خمسة أصناف، ورُمِّز كل صنف بعدد من البتات في مطلع العنوان.

## مقدمة للعنونة الصنفية

أصناف العناوين القياسية في الإصدار الرابع من بروتوكول الإنترنت.

طول عنوان الإصدار الرابع من بروتوكول الإنترنت هو 32 بت، وكان الأصل في التقسيم أن تميز البتات الثمانية الشبكات المختلفة، فيكون لكل شبكة رمز فريد مشترك بين أعضائها الذين يتمايزون بعضهم عن بعض بقيمة البتات الأربعة والعشرين المتبقية.
كان هذا التقسيم مناسباً في وقت كان عدد الشبكات المتصلة قليلاً، ولكن كان واضحاً في وقت مبكر جدًا «أن هذا لن يكون كافيًا».
يجب أن يضمن التوسع في الشبكة التوافق مع فضاء العناوين المتوفرة وعنوان بروتوكول الإنترنت، فلا يعاد عنونة الشبكات القائمة. وكان الحل بتوسيع نطاق تعريف عدد من الشبكة الميدانية لتشمل المزيد من هذه البتات، والتي تسمح لمزيد من شبكات أن تكون معينة، التي يحتمل أن يكون لكل شبكة عدد أقل من المضيفين. جميع أرقام الشبكة القائمة في ذلك الوقت كانت أصغر من 64 عاما، أنها لا تستخدم إلا أقل من 5 أجزاء كبيرة من عدد الشبكة الميدانية. وبالتالي كان من الممكن أن يتم استخدام البتات الثلاثة من العنوان الاكُثر تحديدا" ليعرض مجموعة من فئات العناوين والحفاظ على أعداد الشبكات المتوفرة في شبكة كل من هذه الفئات.
خلال RFC 791 في عام 1981. قسمت مساحة العنوان إلى ثلاث صيغ عناوين، تسمى من الآن فصاعدا فئات العناوين.

و بالتالي تعتبر عملية العنونة باستخدام ال Classful بسيطة جدا",حيث يقسم العنوان فيها إلى جزأين
, الجزء الأول يعبّر عن الشبكة(Net ID) والجزء الثاني يعبّر عن المضيف(Host ID).وفي الحقيقة نجد أنه إذا كان قسم العنوان المخصص لترميز الشبكة صغير فسيكون لدينا لدينا مجال لوصل حواسب كثيرة ولكن عدد هذه الشبكات قليل، وبالعكس إذا كان قسم العنوان المخصص لترميز الشبكة كبير فسيكون لدينا لدينا مجال لوصل حواسب قليلة ولكن عدد هذه الشبكات كبير.
يمكن التمييز بين هذه الأصناف بالنظر إلى البايت الأول، حيث الصنف A، تحتوي العناوين التي تكون قيمة البت الأكثر أهمية فيها صفراً (أي ان البت الأول من اليسار في عناوين هذا الصنف هو صفر، أما في سائر الأصناف فهو 1). وهي التي قدمت من خلال السبعة بتات التاليين، ومن ثم استيعاب 128 شبكة في المجموع الكلي، بما في ذلك شبكة الصفر، وال IP القائمة والتي سبق تخصيصها.
ومن جهة أخرى فإن الصنف B تحتوي كافة العناوين الأكثر أهمية لتعيين بت 1 و 0. لهذه الشبكات(أي ان البت الثاني من اليسار لهذه الفئة هو صفر وبقية الفئات البت الثاني هو 1) ،و قد أعطيت عنوان الشبكة من قبل 14 البت التاليين من العنوان، مما يترك 16 بت لترقيم المضيف على الشبكة لمجموع 65,536 عنوان لكل شبكة.
الصنف C وفيها البت الثالث من اليسار لهذه الفئة هو صفر وبقية الفئات البت الثالث هو 1، وقد تم تعريفها مع مجموعة البتات الثلاثة الأعلى من أجل تعيين 0و1و1، وتعيين 21 البت القادمة إلى عدد من الشبكات، وترك كل شبكة مع 256 عنوان محلي.

## معلومات عن الصنف
| الفئــات | حجم الشبكة | حجم المضيـف | عدد الشبكات     | العناوين لكل شبكة | عنوان البدايـة | عنوان النهايـة  |
| -------- | ---------- | ----------- | --------------- | ----------------- | -------------- | --------------- |
| الصنف A  | 8          | 24          | 128 (27)        | 16,777,216 (224)  | 0.0.0.0        | 127.255.255.255 |
| الصنف B  | 16         | 16          | 16,384 (214)    | 65,536 (216)      | 128.0.0.0      | 191.255.255.255 |
| الصنف C  | 24         | 8           | 2,097,152 (221) | 256 (28)          | 192.0.0.0      | 223.255.255.255 |
| الصنف D  | غير معرّف   | غير معرّف    | غير معرّف        | غير معرّف          | 224.0.0.0      | 239.255.255.255 |
| الصنف E  | غير معرّف   | غير معرّف    | غير معرّف        | غير معرّف          | 240.0.0.0      | 255.255.255.254 |

و نلاحظ من الجدول السابق أن الصنفان D ,E لا يستخدمان في عنونة المضيفين عنونة فريدة، حيث ان الصنف D للإرسال المتعدد أي للإرسال من حاسب إلى عدة حواسب فيكون لدينا جهة مرسلة واحدة ومجموعة من الجهات المستقبلة والصنف E مخصصة للأبحاث.
عدد العناوين التي يمكن استخدامها لعنونة مضيفين محددين في كل شبكة دائما 2N - 2 (حيث N عدد بتات بقية الحقل، والطرح من 2 يضبط لاستخدام كل بتات الصفر في جزء المضيف لعنوان الشبكة وكل البتات واحد في جزء المضيف للدلالة على جميع الحواسب على السبكة وهكذا، و من أجل عنونة الفئة الثالثة C مع 8 بتات متوفرة في مجال المضيف، فإنّ عدد من المضيفين هو 254.
اليوم، عناوين بروتوكول الإنترنت (بروتوكول إنترنت) ترتبط مع قناع الشبكة الفرعية(تجزيء الشبكات). هذا لم يكن مطلوبا في ال Classful Network وذلك لأنّ القناع كان ضمنيا مستمد من معالجة عنوان ال بروتوكول إنترنت نفسها.و بالتالي فإنّ أي جهاز شبكة سوف تفحص أول بتات الدنيا لعنوان الملكية الفكرية (بروتوكول إنترنت) لتحديد فئة من العنوان..

## استبدال الفئات
تغييرات التصميم الأولى وسّعت قدرة العنونة في الإنترنت لكنها لم تمنع النقص في عنوان ال IP. المشكلة الرئيسية هي أن الكثير من المواقع كانت كبيرة جدا لعدد شبكات الفئة الثالثة، وبالتالي تستقبل كتلة من الفئة B.
و مع النمو السريع للإنترنت، كانت الفئة المتوفرة من عناوين الفئة B هي (214، أو حوالي 16,000 المجموع) وكانت تستنفد بسرعة. وفيما بعد استعيض عن ال Classful Network بفئات توجيه مجالات عناوين الشبكات التي من نفس النمط Classless Inter-Domain Routing) توجيه بين المجالات لافئويا),و بدأت منذ عام 1993 تقريبا، لمحاولة حل هذه المشكلة.
المخصصات السابقة لعناوين بروتوكول الإنترنتIP من قبل الشركة العالمية للإنترنت«ايانا» IANA كانت في بعض الحالات لم تقدم بكفاءة عالية، مما ساهم في المشكلة. (ومع ذلك، فإن المفهوم الشائع بأن بعض المنظمات الأمريكية استلمت بشكل غير عادل أو غير ضروري شبكة الفئة الأولى A وهذا خاطئ، ومعظم هذه المخصصات حتى الآن إلى فترة ما قبل استحداث عنونة الفئات، عندما اتيحت كتلة العنوان والتي عرفت فيما بعد من للفئة A للشبكات).

## العناوبن الخاصة
تستخدم هذه العناوين للشبكة المحلية ولا يمكن الخروج بها إلى الإنترنت وهي:
من الصنف A إن العناوين الخاصة في هذا الصنف هي جميع العناوين التي تكون فيها الثمانية الأولى هي 10.
من الصنف B إن العناوين الخاصة في هذا الصنف هي جميع العناوين التي تكون فيها الثمانية الأولى هي 172 والثمانية الثانية تنتمي إلى المجال 16 إلى 31 (أي العناوين من 172.16.0.0 وحتــــى 172.31.255.255).
من الصنف C إن العناوين الخاصة في هذا الصنف هي جميع العناوين التي تكون فيها الثمانية الأولى هي 192 والثمانية الثانية هي 168.